# سنجاقک تیره بزرگ
سنجاقک تیره بزرگ (نام علمی: Zyxomma multinervorum) نام یک گونه از سرده سنجاقک‌های تیره است.